# Archivero

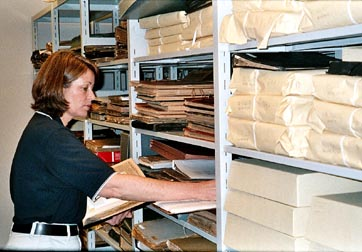
Archivera tratando un fondo en los almacenes de un centro de archivos

Un archivero o archivista es un profesional especializado en archivística y típicamente dedicado a la organización y mantenimiento de fondos archivo, es decir, un conjunto de documentos físicos o digitales que se consideran dignos de conservar indefinidamente. El archivólogo es la persona que se dedica a la archivología y tiene especiales conocimientos de ella.

## Ejercicio
Un archivero puede ejercer en distintas instituciones, ya sea en un centro dedicado a la preservación o bien directamente allí donde se producen los documentos, ya sea en un ente público, una fundación, una universidad o una empresa con un servicio de archivos.

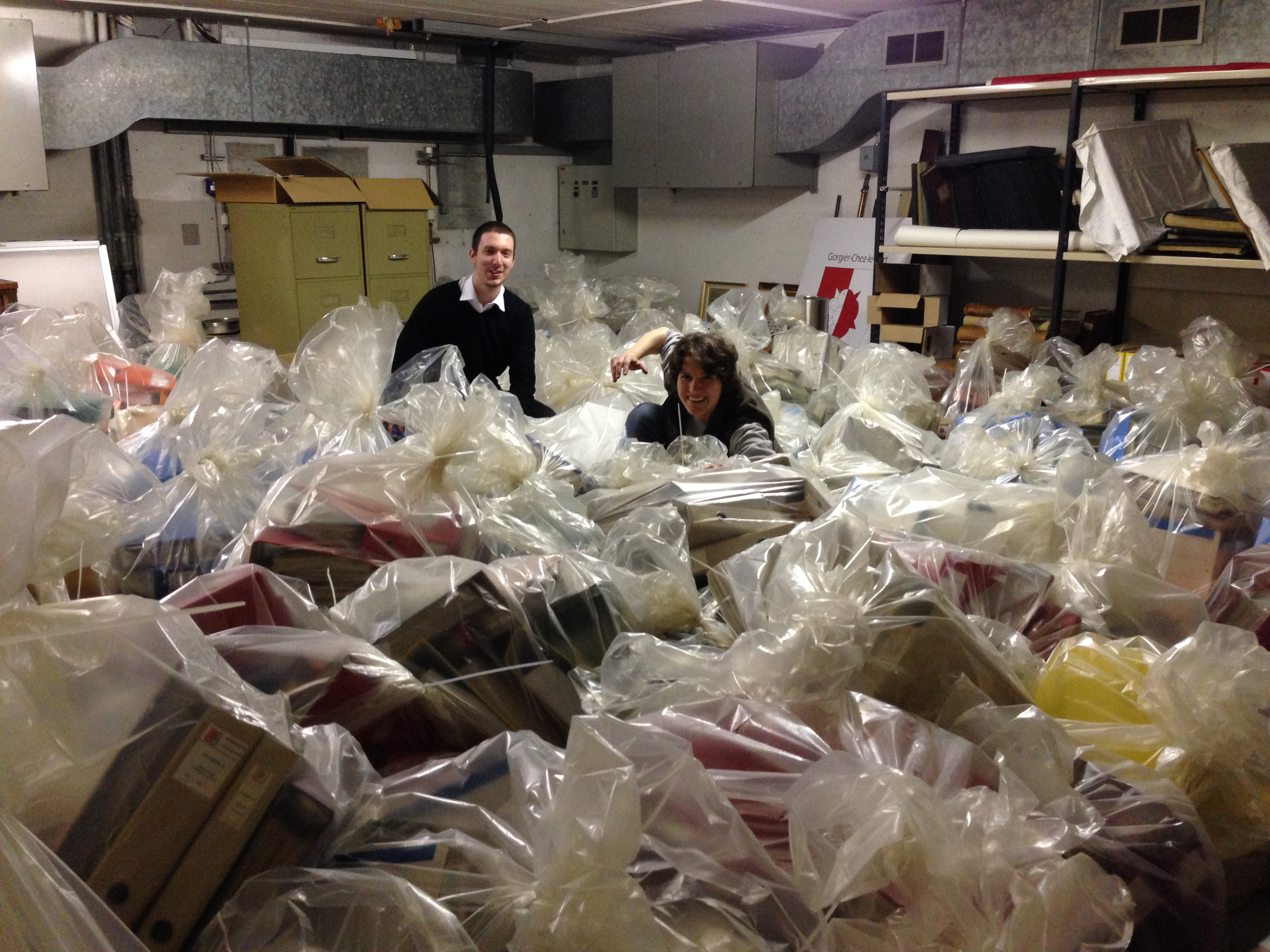
Dos archivistas efectúan un trío de potenciales archivos.
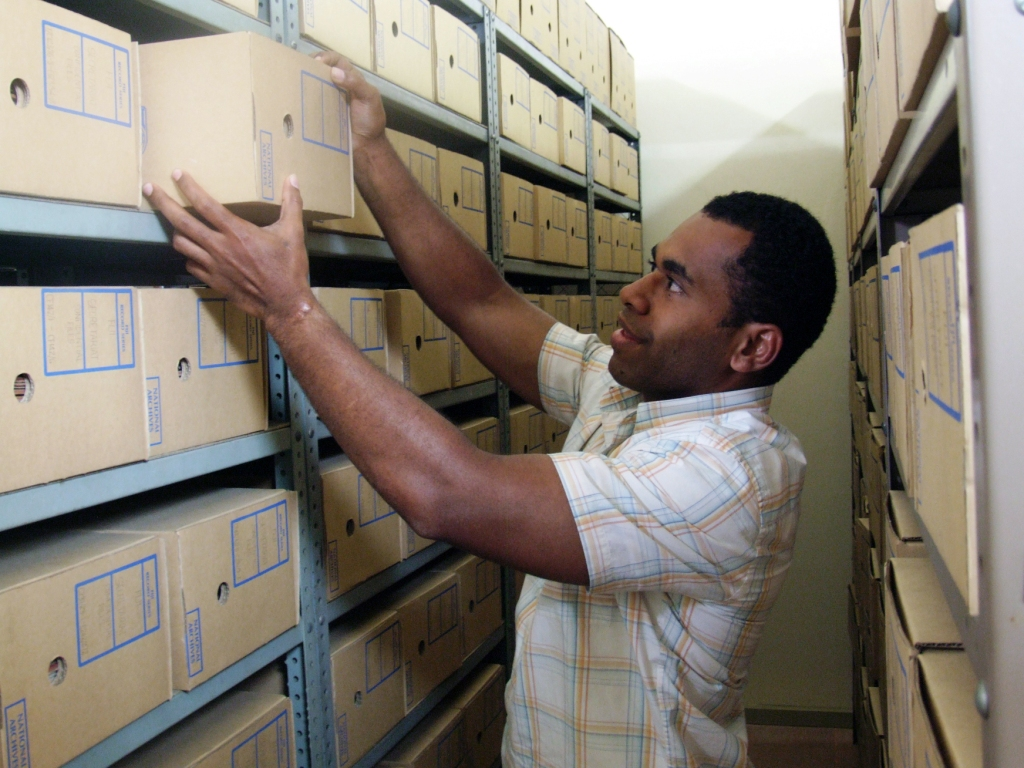
Un archivista que accede a archivos previamente tratados.
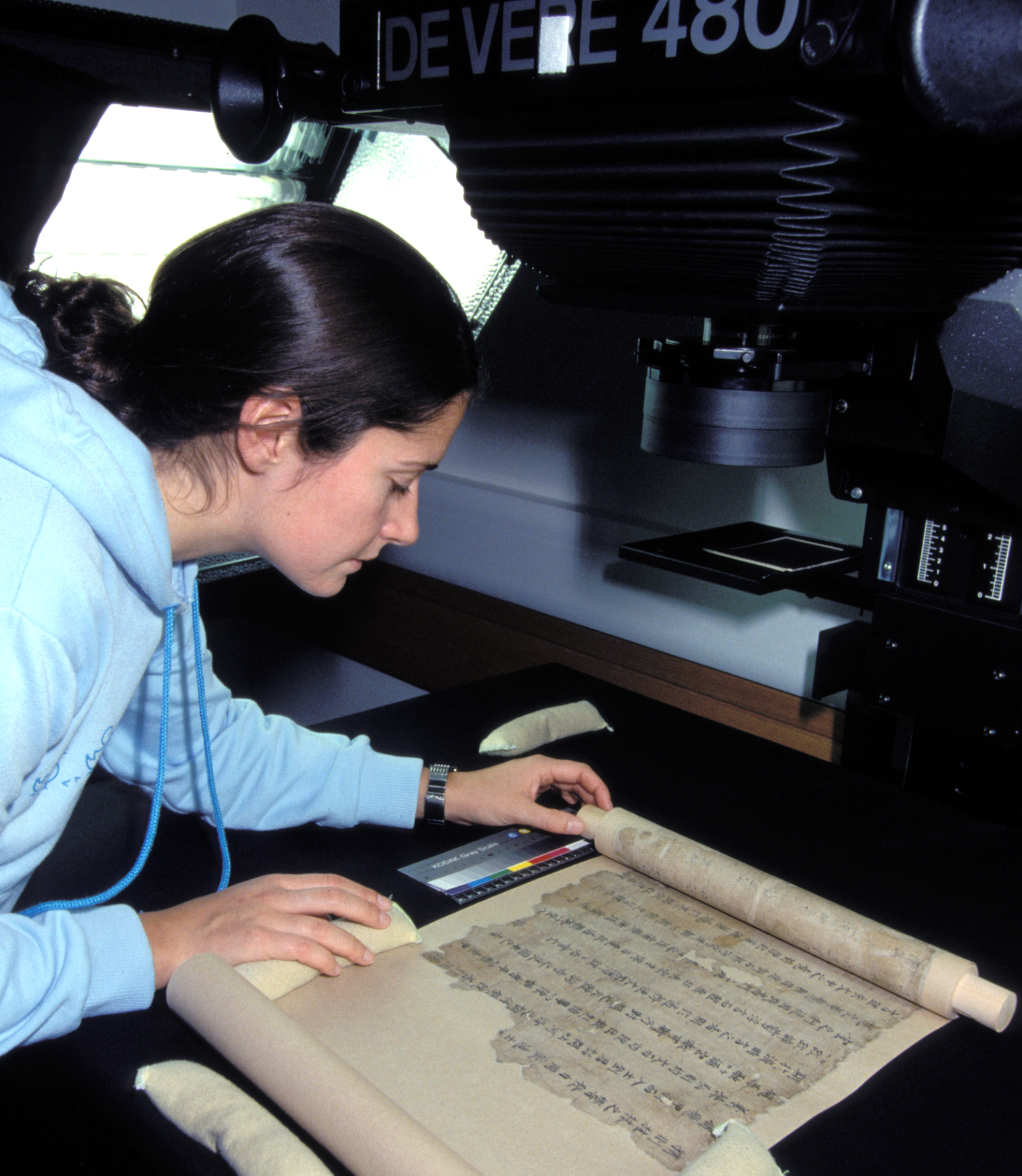
Una archivista digitalizando un documento .
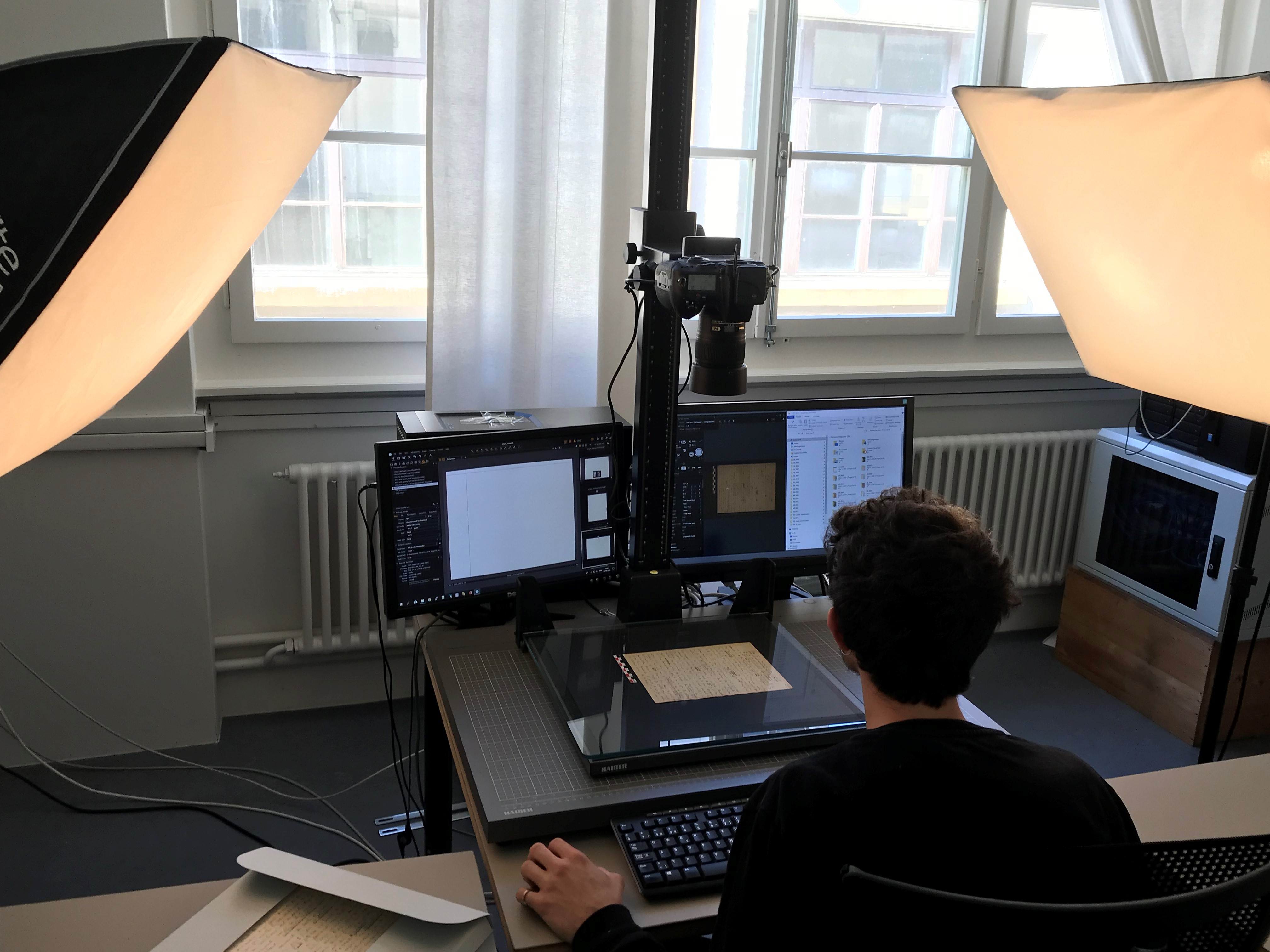
Un archivista que difunde y valoriza un fondo por internet.

Su tarea principal consiste en elaborar y aplicar un cuadro de clasificación de la documentación para que se aplique tanto en los archivos de gestión u oficina como en el archivo definitivo. El archivista lleva a cabo los instrumentos de descripción (inventarios) necesarios para facilitar la búsqueda y recuperación de documentación por parte de los usuarios que buscan explotar esos fondos. También mantiene la integridad física de los soportes frente a distintos agentes de deterioro. Muchos archivistas se dedican adicionalmente a valorizar sus fondos por otros medios para darlos a conocer a los públicos potencialmente interesados.

## Estudios
Se trata de un tipo de documentalista que necesita un título en relación con la archivística, que tradicionalmente ha sido una ciencia auxiliar de la historia, pero que a lo largo del siglo XX ha ganado en independencia buscando su objeto de estudio propio dentro de las ciencias de la información de forma comparable a la de los bibliotecario pero ocupándose de piezas únicas. Aun así, y a pesar de su utilidad en ámbitos corporativos, jurídicos o artísticos, los técnicos superiores en archivos históricos suelen en muchos casos ser historiadores especializados en archivística.
En España existen diversas titulaciones oficiales que capacitan para la profesión de archivero o de ayudante de archivo, tales como:
- Licenciatura en Historia y sus equivalentes.
- Licenciatura en Documentación.
- Grado en Ciencias de la Información y de la Documentación.
- Grado en Historia y Patrimonio Histórico
- Máster en Archivos / Máster en Archivística y Gestión Documental.
- Título de Especialista Universitario en Archivística.
- Diplomatura en Biblioteconomía y Documentación.

## Archivero, Archivista y Archivólogo
Según el Diccionario de Términos Archivísticos:
- Archivero: La persona que ejerce la profesión en un archivo. "Es el que cultiva la disciplina y contribuye con estudios especializados al progreso doctrinario de la misma".
- Archivista: La persona especializada en la Archivística. Se le llama “archivista a la persona que después de efectuar los estudios teórico-prácticos sobre el manejo, cuidado y ordenamiento de los archivos y documentos ha recibido el correspondiente título profesional”.
- Archivólogo: “El archivólogo es el especializado en aspectos teóricos o estudios de la Archivología”.

La Archivística sería la disciplina que estudia los Archivos, la Archivonomía el conjunto de métodos, leyes o normas de Archivística y la Archivología su epistemología.